# Walery Lewaneuski

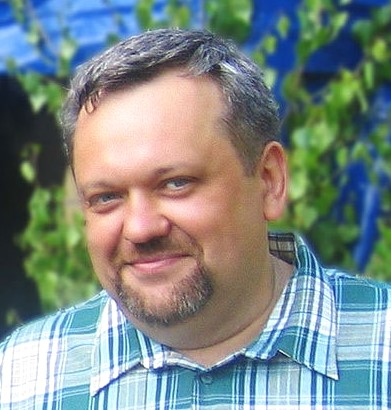
Walery Lewaneuski

Walery Stanislawawitsch Lewaneuski (belaruss. Вале́ры Станісла́вавіч Леване́ўскі, russ. Валерий Станиславович Левоневский/Waleri Stanislawowitsch Lewonewski, engl. Valery Levaneuski, pol. Walery Lewoniewski; * 15. August 1963 in Hrodna) ist ein belarussischer politischer und gesellschaftlicher Aktivist.
Er ist Vorsitzender eines Streikkomitees der Marktverkäufer und ehemaliger politischer Häftling. Durch Amnesty International wurde er zum Häftling des Gewissens erklärt. Lewaneuski ist verheiratet und hat vier Kinder.

## Biografie
Walery Lewaneuski wurde 1963 in der Stadt Hrodna geboren. 1979 nahm er an den Landesmeisterschaften im Boxen teil und arbeitete als Schlosser. Von 1980 bis 1982 leistete er den Grundwehrdienst in der sowjetischen Armee und wurde von der sowjetischen und bulgarischen Armee ausgezeichnet. Von 1985 bis 1991 arbeitete er als Meister für Rundfunkgeräte und als Ingenieur in den Werken von Hrodna. Ab 1991 leitete er als Privatunternehmer den „Öffentlichen Gebietsverein für Rechtsschutz der Steuerzahler, Verbraucher und Autofans Hrodna“ und das Informations- und Rechtszentrum, Zentrum für Verbraucherschutz Hrodna.
Seit 1996 agierte er als Streikleiter von Unternehmen in der Republik Belarus. Lewaneuski war Organisator von mehreren Protestaktionen und wurde für diese Tätigkeit in U-Haft genommen. Er war Gründer und Hauptredakteur des republikanischen Informationsblattes „Unternehmer“ und mehrmals Kandidat bei lokalen und landesweiten Wahlen. In allen Fällen wurde seine Registrierung als Kandidat aus politischen Gründen abgelehnt. 2001 kandidierte für den Präsidentenposten der Republik Belarus, doch zog er seine Kandidatur wegen der im Laufe der Wahlen geänderten Wahlgesetzgebung schließlich zurück. Von 2004 bis 2006 verbüßte er eine Freiheitsstrafe in der Anstalt unter verschärften Haftbedingungen und mit Beschlagnahme seines Vermögens. Am 15. Mai 2006 wurde er freigelassen.

## „Kriminalfall Lewaneuski“
Am 1. Mai 2004 wurden in Hrodna Flugblätter, in denen Walery Lewaneuski die Einwohner der Stadt zur Teilnahme an einer genehmigten Protestaktion für den 1. Mai einlud, verteilt. Diese Flugblätter enthielten den Text: „Komm und sage, dass du dagegen bist, dass auf deine Kosten ‚jemand‘ in Österreich Urlaub macht, dort Schi fährt und das Leben genießt.“ Da bekannt war, dass der belarussische Präsident Aljaksandr Lukaschenka seinen Urlaub in Österreich verbracht hatte, wurde der Aufruf von der Staatsanwaltschaft von Belarus als „öffentliche Ehrverletzung des Präsidenten“ eingestuft. Lewaneuski wurde an jenem Tag, als er an einer von der Regierung genehmigten Demonstration in Hrodna teilnehmen wollte, beim Verlassen seines Hauses festgenommen. Die örtliche Polizei brachte ihn auf das lokale Wachzimmer und nach Beschlagnahmung seines Geldes und seines Passes in eine Einzelzelle. Am Morgen des gleichen Tages wurden auch die Kinder von Lewaneuski festgenommen, nach einigen Stunden jedoch wieder aus der Haft entlassen.
Am 3. Mai 2004 wurde Walery Lewaneuski zu 15 Tagen Haft verurteilt. Das Gericht urteilte über ihn nicht im Gerichtssaal, sondern in seiner Einzelzelle, was gegen die belarussische Gerichtsordnung verstieß. Am gleichen Tag wurde auch Uladsimir Lewaneuski – der Sohn von Walery Lewaneuski – wegen seiner aktiven Teilnahme an der Demonstration vom 1. Mai zu 13 Tagen Haft verurteilt. Am 7. Mai 2004 drangen Mitarbeiter von KGB und OMON in die Wohnung von Lewaneuski ein. In sechs Stunden Haussuchung wurden Computer, mehrere Dokumente und Wertsachen beschlagnahmt. Die KGB-Mitarbeiter zwangen im weiteren Verlauf die minderjährige Tochter von Lewaneuski, gegen ihren Vater auszusagen. Am gleichen und den darauffolgenden Tagen führten KGB-Mitarbeiter Haussuchungen bei Verwandten von Lewaneuski sowie auch in den Büros der öffentlichen Organisationen durch, die – nach Ansicht der Sicherheitsdienste – an der „Ehrverletzung“ des Präsidenten beteiligt hätten sein können.
Am 14. Mai 2004 – einen Tag vor Ablauf seiner 15-tägigen Haftstrafe wurde die Haft um weitere 3 Tage verlängert. Am 18. Mai 2004 wurde Lewonewsi wegen „Öffentlicher  Ehrverletzung des Präsidenten verbunden mit der Anschuldigung  der Verübung eines schweren oder besonders schweren Verbrechens verurteilt“ und für schuldig erklärt. Er wurde aus der Einzelzelle gebracht und kam zwei weitere Monate ins Untersuchungsgefängnis. Am 4. Juni 2004 wurde Lewaneuski erstmals ein Treffen mit seiner Frau im Untersuchungsgefängnis erlaubt. Am 12. Juli 2004 wurde die Haft von Lewaneuski um einen weiteren Monat verlängert. Seine Frau wandte sich am 21. Juli 2004 an den belarussischen Präsidenten Lukaschenka und beschwerte sich über die unmenschlichen Haftbedingungen ihres Mannes in der Untersuchungshaft. Gleichzeitig wurde gegen seinen Sohn Uladsimir ein Strafverfahren gem. Art 343 des Kriminalgesetzbuches von Belarus „Organisation einer nicht genehmigten Protestkundgebung“ (Haftstrafe bis zu 3 Jahre möglich) eingeleitet. Am selben Tag trat Waleri in den Hungerstreik.
Am 27. Juli 2004 beendete Lewaneuski seinen Hungerstreik und einen Tag später wurden die Anschuldigungen gegen Waleri Lewaneuski und seinen Sohn aufgehoben. Am 1. August 2004 traten Sergej Schnurow („Leningrad“) und Alexander Wassiljew („Splin“) zur Unterstützung für Lewaneuski in Erscheinung. 14 Tage später verlängerte das Gericht die Haftdauer von Lewaneuski in der Untersuchungshaft  noch für einen Monat. Am 7. September 2004 erklärte das Gericht von Hrodna (Richter Demtschenko D. W., Staatsanwalt Panasjuk E. R.) Walery Stanislawawitsch Lewaneuski wegen „öffentlicher Ehrverletzung des Präsidenten der Republik Belarus, verbunden mit der Anschuldigung  der Verübung eines weiteren schweren Verbrechens“ für schuldig und verurteilte ihn zu zwei Jahren Haft in der Besserungsanstalt.
Am 16. September 2004 forderte das Europäische Parlament die belarussischen Behörden auf, Waleri Lewaneuski und andere politischen Gefangenen umgehend freizulassen. Am 15. Mai 2006 wurde er dann aus der Haft entlassen.

## Filme
Ein Dokumentarfilm „Im Visier der Macht“ über Walery Lewaneuski hat den Preis des XV Polnischen Filmfestivals BAZAR in Posen gewonnen.